# Gran dodecàedre
En geometria, el gran dodecàedre (o gran dodecaedre) és un dels quatre políedres de Kepler-Poinsot (políedres regulars no convexos), amb un símbol de Schläfli {5,5/2} i un diagrama de Coxeter-Dynkin de . Està compost de 12 cares pentagonals (sis parells de pentàgons paral·lels), amb cinc pentàgons que es troben a cada vèrtex, intersectant-se un amb l'altre fent un camí pentagràmic.